# Linea 2 (metropolitana di Busan)
La linea 2 della metropolitana di Busan è stata inaugurata nel 1999, e ha un percorso che parte da nord (Yangsan) e arriva a est (Jangsan) della città di Busan, in Corea del Sud. Il colore che identifica la linea è il verde chiaro. Con 45 km di lunghezza, è la più lunga linea della rete (quasi interamente sotterranea, eccetto per una sezione in viadotto di 8 km circa), e dispone di porte di banchina nella maggior parte delle principali stazioni.

## Storia
La costruzione iniziò nel 1991 ma il primo tratto lungo 22,4 km servito da 21 stazioni tra Hopo e Seomyeon è stato aperto il 30 giugno 1999. Con la fase 2 dei lavori di costruzione la linea è stata estesa di 8,7 km a sud-est da Seomyeon a Geumnyeonsan, questo tratto è stato aperto al pubblico l'8 agosto 2001. Un ulteriore tratto di 0,9 km a nord per Gwangan fu aperto il 16 gennaio 2002 e in ultimo il 29 agosto 2002 il tratto di 8 km a est per Jangsan.
Un percorso lungo l'intera linea impiega circa 1 ora e 24 minuti.

## Stazioni
| Codice | Stazione (alfabeto)                   | Coreano (Hangŭl)   | Coreano (Hanja)  | Collegamenti   | Dist. interst. | Dist. totale | Posizione      | Posizione   |  |
|        |                                       |                    |                  |                |                |              |                |             |  |
| 201    | Jangsan                               | 장산               | 萇山             |                | ---            | 0.0          | Busan          | Haeundae-gu |  |
| 202    | Jung-dong                             | 중동               | 中洞             |                | 0.9            | 0.9          | Busan          | Haeundae-gu |  |
| 203    | Haeundae                              | 해운대             | 海雲臺           |                | 0.9            | 1.8          | Busan          | Haeundae-gu |  |
| 204    | Dongbaek                              | 동백               | 冬栢             |                | 1.2            | 3.0          | Busan          | Haeundae-gu |  |
| 205    | Museo d'Arte di Busan                 | 시립미술관         | 市立美術館       |                | 1.1            | 4.1          | Busan          | Haeundae-gu |  |
| 206    | Centum City                           | 센텀시티           | 센텀시티         |                | 0.8            | 4.9          | Busan          | Haeundae-gu |  |
| 207    | Millak                                | 민락               | 民楽             |                | 1.0            | 5.9          | Busan          | Suyeong-gu  |  |
| 208    | Suyeong                               | 수영               | 水營             | ● Linea 3      | 0.9            | 6.8          | Busan          | Suyeong-gu  |  |
| 209    | Gwangan                               | 광안               | 廣安             |                | 0.9            | 7.7          | Busan          | Suyeong-gu  |  |
| 210    | Geumnyeonsan                          | 금련산             | 金蓮山           |                | 0.9            | 8.6          | Busan          | Suyeong-gu  |  |
| 211    | Namcheon                              | 남천               | 南川             |                | 0.9            | 9.5          | Busan          | Suyeong-gu  |  |
| 212    | Università Kyunsung e Pukyong         | 경성대·부경대      | 慶星大·釜慶大    |                | 0.8            | 10.3         | Busan          | Nam-gu      |  |
| 213    | Daeyeon                               | 대연               | 大淵             |                | 0.9            | 11.2         | Busan          | Nam-gu      |  |
| 214    | Motgol                                | 못골               | 池谷             |                | 0.7            | 11.9         | Busan          | Nam-gu      |  |
| 215    | Jigegol                               | 지게골             | 支架谷           |                | 0.9            | 12.8         | Busan          | Nam-gu      |  |
| 216    | Munhyeon                              | 문현               | 門峴             |                | 0.8            | 13.6         | Busan          | Nam-gu      |  |
| 217    | Munjeon                               | 문전               | 門田             |                | 0.8            | 14.4         | Busan          | Nam-gu      |  |
| 218    | Jeonpo                                | 전포               | 田浦             |                | 0.8            | 15.2         | Busan          | Busanjin-gu |  |
| 219    | Seomyeon                              | 서면               | 西面             | ● Linea 1      | 1.1            | 16.3         | Busan          | Busanjin-gu |  |
| 220    | Buam                                  | 부암 (온 종합병원) | 釜岩             |                | 0.8            | 17.1         | Busan          | Busanjin-gu |  |
| 221    | Gaya                                  | 가야               | 伽倻             |                | 0.7            | 17.8         | Busan          | Busanjin-gu |  |
| 222    | Università Dong-eui                   | 동의대             | 東義大           |                | 0.9            | 18.7         | Busan          | Busanjin-gu |  |
| 223    | Gaegeum                               | 개금               | 開琴             |                | 1.1            | 19.8         | Busan          | Busanjin-gu |  |
| 224    | Naengjeong                            | 냉정               | 冷亭             |                | 0.8            | 20.6         | Busan          | Sasang-gu   |  |
| 225    | Jurye                                 | 주례               | 周礼             |                | 0.9            | 21.5         | Busan          | Sasang-gu   |  |
| 226    | Gamjeon                               | 감전 (사상구청)    | 甘田             |                | 1.2            | 22.7         | Busan          | Sasang-gu   |  |
| 227    | Sasang                                | 사상 (서부터미널)  | 沙上             | ● Linea Gimhae | 1.1            | 23.8         | Busan          | Sasang-gu   |  |
| 228    | Deokpo                                | 덕포               | 德浦             |                | 1.2            | 25.0         | Busan          | Sasang-gu   |  |
| 229    | Modeok                                | 모덕               | 毛德             |                | 1.0            | 25.8         | Busan          | Sasang-gu   |  |
| 230    | Mora                                  | 모라               | 毛羅             |                | 1.0            | 26.8         | Busan          | Sasang-gu   |  |
| 231    | Gunam                                 | 구남               | 亀南             |                | 1.1            | 27.9         | Busan          | Buk-gu      |  |
| 232    | Gumyeong                              | 구명               | 亀明             |                | 0.7            | 28.6         | Busan          | Buk-gu      |  |
| 233    | Deokcheon                             | 덕천               | 德川             | ● Linea 3      | 1.2            | 29.8         | Busan          | Buk-gu      |  |
| 234    | Sujeong                               | 수정               | 水亭             |                | 1.5            | 31.3         | Busan          | Buk-gu      |  |
| 235    | Hwamyeong                             | 화명               | 華明             |                | 1.5            | 32.8         | Busan          | Buk-gu      |  |
| 236    | Yulli                                 | 율리               | 栗里             |                | 1.2            | 34.0         | Busan          | Buk-gu      |  |
| 237    | Dongwon                               | 동원               | 東院             |                | 1.5            | 35.5         | Busan          | Buk-gu      |  |
| 238    | Geumgok                               | 금곡               | 金谷             |                | 1.0            | 36.5         | Busan          | Buk-gu      |  |
| 239    | Hopo                                  | 호포               | 湖浦             |                | 1.5            | 38.0         | Gyeongsang Sud | Yangsan     |  |
| 240    | Jeungsan (2014)                       | 증산               | 甑山             |                | 3.5            | 41.5         | Gyeongsang Sud | Yangsan     |  |
| 241    | Campus di Yangsan dell'Univ. di Busan | 부산대양산캠퍼스   | 釜山大梁山캠퍼스 |                | 1.0            | 42.5         | Gyeongsang Sud | Yangsan     |  |
| 242    | Namyangsan                            | 남양산             | 南梁山           |                | 1.1            | 43.6         | Gyeongsang Sud | Yangsan     |  |
| 243    | Yangsan                               | 양산               | 梁山             |                | 1.6            | 45.2         | Gyeongsang Sud | Yangsan     |  |
|        |                                       |                    |                  |                |                |              |                |             |  |